# Грбич, Адриан
Адриан Грбич (нем. Adrian Grbić; родился 4 августа 1996 года, Вена, Австрия) — австрийский футболист, нападающий клуба «Лорьян», выступающий на правах аренды за клуб «Люцерн». Выступал в сборной Австрии.

## Клубная карьера
Грбич — воспитанник клубов «Вейнер Виктория», «Аустрия» и немецкого «Штутгарта». В 2015 году для получения игровой практики он начал выступать за дублирующий состав последних в Третьей Бундеслиге. Летом 2016 года Грбич вернулся на родину, подписав контракт с клубом «Флоридсдорф». 22 июля в матче против «Ваккер Инсбрук» он дебютировал во Второй австрийской Бундеслиге. 5 августа в поединке против «Аустрии Лустенау» Андриан забил свой первый гол за «Флоридсдорф». 
Летом 2017 года перешёл в «Райндорф Альтах». 23 июля в матче против венской «Аустрии» он дебютировал в австрийской Бундеслиге. В этом же поединке Андриан забил свой первый гол за «Райндорф Альтах».
Летом 2019 года присоединился к французскому клубу «Клермон». 26 июля в матче против «Шатору» он дебютировал в Лиге 2. В этом же поединке Адриан сделал «дубль», забив свои первые голы за «Клермон». 10 января 2020 года в матче против «Труа» он сделал хет-трик. По итогам сезона Адриан с 17 голами стал вторым бомбардиром чемпионата. Летом того же года Грбич перешёл в «Лорьян». Сумма трансфера составила 9 млн. евро. 23 августа в матче против «Страсбура» он дебютировал в Лиге 1. В этом же поединке Адриан забил свой первый гол за «Лорьян».
В январе 2022 года перешёл на правах аренды в нидерландский «Витесс».

## Международная карьера
В 2013 году в составе юношеской сборной Австрии Грбич принял участие в юношеском чемпионате Европы в Словакии. На турнире он сыграл в матчах против команд Словакии, Швеции и Швейцарии. В том же году Грбич принял участие в юношеском чемпионате мира в ОАЭ. На турнире он сыграл в матчах против команд Канады, Аргентины и Ирана.
В 2015 году Грбич в составе юношеской сборной Австрии принял участие в юношеском чемпионате Европы в Греции. На турнире он сыграл в матчах против команд Украины, Греции и Франции.
В 2019 году в составе молодёжной сборной Австрии Грбич принял участие в молодёжном чемпионате Европы в Италии. На турнире он сыграл в матчах против команд Дании и Германии.
4 сентября 2020 года в матче Лиги Наций против сборной Норвегии Грбич дебютировал за сборную Австрии. 7 октября в товарищеском матче против сборной Греции он забил свой первый гол за национальную команду. 

### Голы за сборную Австрии
| #   | Дата           | Место                                             | Противник         | Счёт | Результат | Соревнование              |
| --- | -------------- | ------------------------------------------------- | ----------------- | ---- | --------- | ------------------------- |
| 01. | 7 октября 2020 | Вёртерзе-Штадион, Клагенфурт-ам-Вёртерзе, Австрия | Греция            | 1:1  | 2:1       | Товарищеский матч         |
| 02. | 11 ноября 2020 | Жози Бартель, Люксембург, Люксембург              | Люксембург        | 0:2  | 0:3       | Товарищеский матч         |
| 03. | 15 ноября 2020 | Эрнст Хаппель, Вена, Австрия                      | Северная Ирландия | 2:1  | 2:1       | Лига наций УЕФА 2020/2021 |
| 04. | 18 ноября 2020 | Эрнст Хаппель, Вена, Австрия                      | Норвегия          | 1:1  | 1:1       | Лига наций УЕФА 2020/2021 |